# Гвардини, Андреа
Андреа Гвардини (итал. Andrea Guardini; род. 12 июня 1989 в Треньяго, Италия) — итальянский профессиональный шоссейный велогонщик, выступающий c 2018 года за проконтинентальную команду «Bardiani-CSF». Победитель этапа на Джиро д’Италия 2012

## Достижения
2009
3-й Кольцо Порту
2010
1-й Этап 3 Джиробио
2011
Тур Лангкави
1-й  Очковая классификация
1-й Этапы 1, 2, 6, 7 и 10
1-й Этапы 1 и 7 Тур Турции
1-й Этап 5 Тур Катара
1-й Этап 5 Тур Португалии
1-й Этап 3 Тур Словении
1-й Этап 5 Джиро ди Падания
2012
Тур Лангкави
1-й  Очковая классификация
1-й Этапы 2, 3, 4, 8, 9 и 10
1-й Этапы 9, 10 и 12 Тур озера Цинхай
1-й Этап  18 Джиро д’Италия
3-й Гран-при Денена
2013
1-й Этап 7 Тур Лангкави
2014
1-й Этапы 3 и 10 Тур Лангкави
1-й Этапы 2 и 4 Тур Дании
1-й Этап 1 Энеко Тур
2015
Тур Омана
1-й  Очковая классификация
1-й Этап 1
1-й Этапы 1, 2, 4 и 8 Тур Лангкави
1-й Этап 1 Тур Абу Даби
1-й Этап 1 Ворлд Портс Классик
2-й Тур Пикардии
1-й Этап 2
2016
Тур Лангкави
1-й  Очковая классификация
1-й Этапы 1, 5, 7 и 8
2018
Тур Лангкави
1-й  Очковая классификация
1-й Этапы 1 и 8

## Статистика выступлений

### Гранд-туры
| Гонка           | 2012 | 2013 | 2014 | 2018 |
| --------------- | ---- | ---- | ---- | ---- |
| Джиро д'Италия  | НФ   | —    | —    | НФ   |
| Тур де Франс    | —    | —    | —    | —    |
| Вуэльта Испании | —    | —    | 159  | —    |

| —  | Не участвовал  |
| НФ | Не финишировал |